# Jiuzhaigou
Jiuzhaigou (kineski: 九寨溝, pinyin: Jiǔzhàigōu; tibetski: Zitsa Degu; što znači "Dolina devet sela") je nacionalni park smješten u istoimenoj županiji autonomne prefekture Ngawa, na sjeveru kineske jugozapadne pokrajine Sečuan. Jiuzhaigou je najpoznatiji po svojim višekatnim slapovima i šarenim jezerima zbog čega je u V. kategoriji zaštite u sustavu IUCN-a, ali i upisan na UNESCO-ov popis mjesta svjetske baštine u Aziji i Oceaniji od 1992. godine.
Jiuzhaigou se nalazi na južnom dijelu gorja Minshan, oko 330 km sjeverno od glavnog grada pokrajine, Chengdua. Ime je dobio po devet tibetanskih sela koja se pružaju njegovom duljinom, od kojih su sedam još uvijek naseljena s oko ukupno 1000 stanovnika. 
Nacionalni park ima površinu od 720 km², s tampon zonom od 600 km², a sastoji se od više povezanih dolina na visinama od 1.998 (kod jaruge Shuzheng) do 4.800 metara (jaruga Zechawa na vrhu planine Ganzigonggai). Kako je smješten na spoju tibetanske i Yangtze visoravni, njome se protežu rasjedi koji su uzorkom mnogih potresa, a koji su oblikovali njegov geološki krajolik. Najzanimljiviji su visoke krške formacije koje je tisućljećima oblikovano djelovanjem ledenjaka, potresima i vodom. Najpoznatija su njegova brojna bistra ledenjačka jezera koja su nastala prirodnim branama od lavina kamenja. Naslage karbonata su betonirale ove brane i dale šarene boje ovim jezerima. Brojna jezera su uzvodno i nizvodno ograđena naslagama vapnenačke sedre i plićinama. Na dva mjesta je nekoliko jezera poredano u nizu terasa odvojenih branama sedre: Shuzheng jezero s 19 i Nuorilang s 18 jezera u nizu. Ona su veća, ali manje geološki razvijena od slikovitih jezera Huanglonga na jugu Sečuana.
Područje Jiuzhaigoua se sastoji od tri doline: jaruga Rize i Zechawa koje se u njegovoj sredini spajaju u jarugu Shuzheng. Znameniti su i njegovi slapovi, kao što su slapovi Xionguashai ("Pandino jezero") i Zhengzhutan ("Biserni plićak"), od kojih se ovo drugo nalazi nizvodno od većeg kalcitnog jezera Zhengshutana.
Veliki raspon visina i bogata flora pridonose i životinjskoj bioraznolikosti. Iako nisu provedena sustavna istraživanja, zna se da u Jiuzhaigou obitava 10 vrsta velikih sisavaca među kojima sui ugrožene vrste: velika panda, zlatni prćastonosni majmun, patuljasti panda, sečuanski takin i Thoroldov jelen. Od 131 vrste ptica, na lokalitetu su zabilježene: kineski monal, snježnoobrazni Garrulax i endemska Tengmalmova sova.
- Biserni slap
- Pandino jezero (熊猫海, Xióngmāo Hǎi)
- Jezero pet cvjetova (五花海, Wǔhuā Hǎi)
- Slap Nuorilang
- Bistra voda Jiuzhaigoua

## Poveznice
- Plitvička jezera

## Vanjske poveznice
- Službena stranica Nacionanog parka Jiuzhaigou (engl.)
- Turističke informacije o Jiuzhaigou (engl.)
- Panografije Jiuzhaigoua  Arhivirana inačica izvorne stranice od 12. kolovoza 2011. (Wayback Machine) na patrimonuium-mundi.org
- Video Jiuzhaigoua (2:36) na službenim stranicama UNESCO-a (engl.)